# Tetrathemis
Tetrathemis là một chi chuồn chuồn ngô thuộc họ Libellulidae.
Chi này có các loài sau:
- Tetrathemis camerunensis (Sjöstedt, 1900)
- Tetrathemis corduliformis Longfield, 1936
- Tetrathemis denticauda Fraser, 1954
- Tetrathemis flavescens Kirby, 1889
- Tetrathemis fraseri Legrand, 1977
- Tetrathemis godiardi Lacroix, 1921
- Tetrathemis irregularis Brauer, 1868 - Rainforest Elf[2]
- Tetrathemis leptoptera Selys, 1877
- Tetrathemis longfieldae Legrand, 1977
- Tetrathemis platyptera Selys, 1878
- Tetrathemis polleni (Selys, 1877) - Black-splashed Elf[3]
- Tetrathemis ruwensoriensis Fraser, 1941
- Tetrathemis victoriae (Pinhey, 1963)
- Tetrathemis yerburi Kirby, 1893

## Hình ảnh

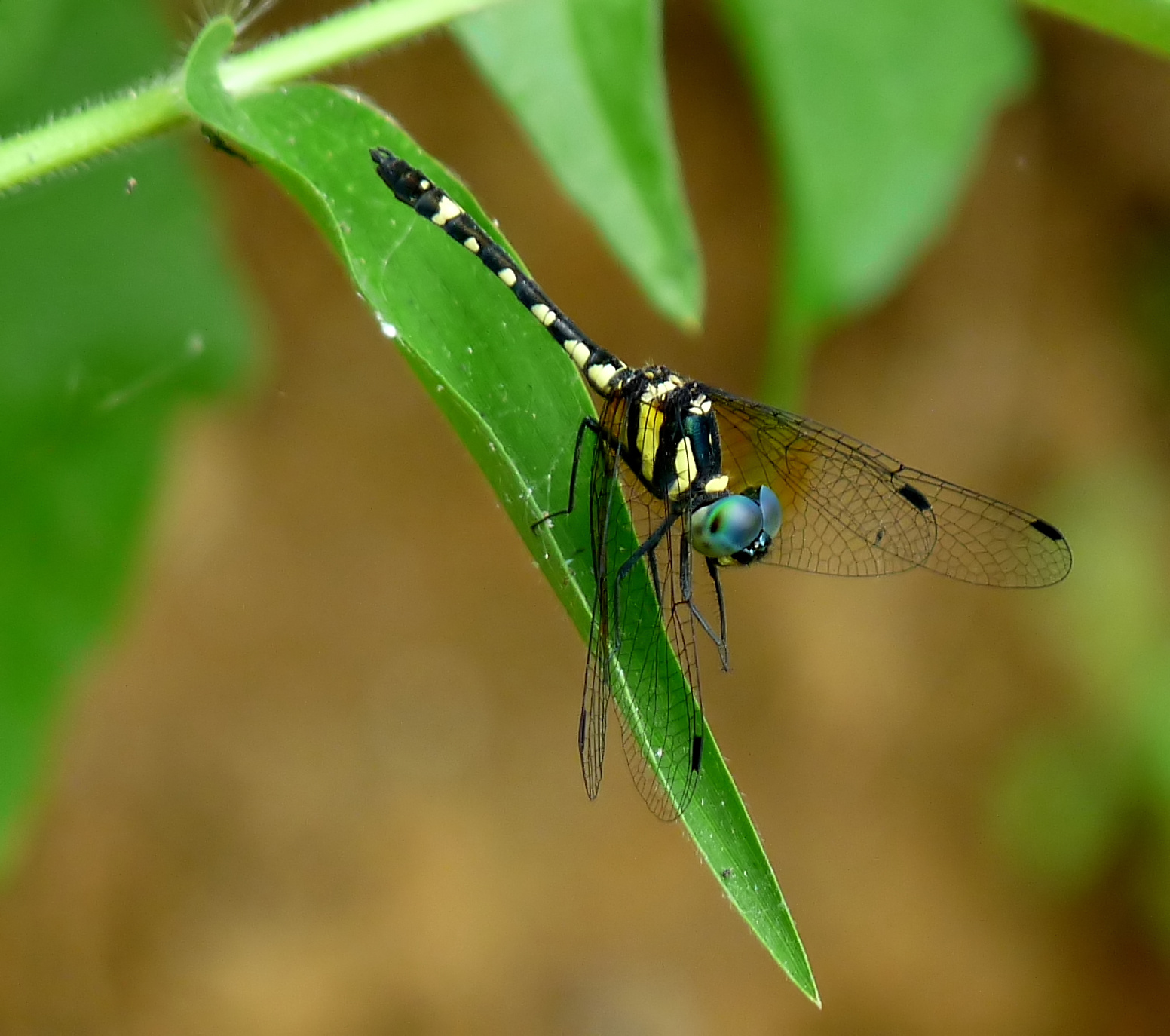